# 熊本羅亞素
熊本羅亞素（Roasso Kumamoto），也稱「熊本唯一赤」，又譯熊本羅亞素，是位於熊本縣熊本市的足球隊。2007年奪得日足聯亞軍後，球隊升至日乙中作賽。球隊主色為紅色。隊名ロアッソ是人造詞，來自兩個意大利語的組合，其中「ロッソ」=「赤」，「アッソ」＝「唯一的」。

## 球會歷史
球會原為創立於1969年的日本電信電話熊本足球會，並且於1983年升級至九州地區聯賽作賽。當日本電信電話於1985年進行私有化後，球隊改稱日本電信電話九州足球會，後來再改名為日本電信電話熊本西足球會。
2001年，球隊升級至日本足球聯賽作賽，但球隊卻於2002年以第17名的成績完成賽事，需降回地區聯賽作賽。2005年，球會改名熊本紅（Rosso Kumamoto），並於以亞軍成績完成2007年度的日本足球聯賽，得到了升上日本職業足球乙級聯賽的機會，並再次改名為熊本深紅（Roasso Kumamoto）。

## 球會成績
- 日本足球聯賽
  - 2001年：第8名
  - 2002年：第17名
  - 2003年：（九州地區聯賽第5名）
  - 2004年：（九州地區聯賽第4名）
  - 2005年：（九州地區聯賽冠軍）
  - 2006年：第5名
  - 2007年：亞軍（升級至日本職業足球乙級聯賽）

- 日本職業足球乙級聯賽 (括弧中為該層級聯賽球隊總數)
  - 2008年：第12名(15)
  - 2009年：第14名(18)
  - 2010年：第7名(19)
  - 2011年：第11名(20)
  - 2012年：第14名(22)
  - 2013年：第19名(22)
  - 2014年：第13名(22)

## 球員名單
註釋：國旗表示球員在國際足聯資格規則定義的國家隊。球員可能擁有一個以上非國際足聯國籍。
| 號碼 |          | 位置 | 球員               |
| ---- | -------- | ---- | ------------------ |
| 1    | 日本     | 门将 | 岩田史也           |
| 2    | 大韩民国 | 后卫 | 趙成真             |
| 4    | 日本     | 后卫 | 廣井有信           |
| 5    | 巴西     | 中场 | 艾美臣·艾華斯      |
| 6    | 日本     | 后卫 | 福王忠世           |
| 7    | 日本     | 后卫 | 片山獎典           |
| 8    | 日本     | 中场 | 原田拓             |
| 9    | 日本     | 前锋 | 馬澤駿             |
| 10   | 日本     | 前锋 | 松橋章太           |
| 11   | 日本     | 前锋 | 宇留野純           |
| 13   | 马来西亚 | 中场 | Mohammad Iqbal Ali |
| 14   | 日本     | 中场 | 武富孝介           |
| 15   | 日本     | 后卫 | 市村篤司           |
| 16   | 日本     | 后卫 | 矢野大輔           |

| 號碼 |      | 位置 | 球員     |
| ---- | ---- | ---- | -------- |
| 17   | 日本 | 前锋 | 齊藤和樹 |
| 18   | 日本 | 门将 | 南雄太   |
| 19   | 日本 | 中场 | 加藤健太 |
| 20   | 日本 | 前锋 | 岡村和哉 |
| 21   | 日本 | 门将 | 木下正貴 |
| 22   | 日本 | 中场 | 吉井孝輔 |
| 23   | 日本 | 中场 | 根占真伍 |
| 24   | 日本 | 后卫 | 根占真伍 |
| 25   | 日本 | 中场 | 西森正明 |
| 26   | 日本 | 中场 | 田中俊一 |
| 27   | 巴西 | 中场 | 法比奧   |
| 29   | 日本 | 中场 | 片山朗   |
| 30   | 日本 | 中场 | 仲間隼斗 |
| 31   | 日本 | 门将 | 三浦天悟 |

## 外部連結
- （日語） 熊本深紅官方網站 （页面存档备份，存于）